# Les Enzebres
Les Enzebres és una pedania que pertany al municipi del Pinós, a la comarca valenciana del Vinalopó Mitjà. Està situada a uns 5 quilòmetres al surest de la capital municipal. Tenia 207 habitants en 2010 segons l'INE.

## Geografia física
El nucli de Les Enzebres està rodejat de serres. El travessa el recorregut GR-7.

## Història
A la contornada de Les Enzebres s'han trobat diversos vestigis arqueològics. A l'àrea del Castillarejo s'han ubicat jaciments de l'Eneolític i de l'Edat de Bronze. A Purgateros hi ha restes andalusies.
L'entrada de Les Enzebres al Diccionario de Madoz informava que tenia 50 veïns i 209 ànimes repartides en 50 cases disseminades en quatre grups, que tenia un diputat de justícia (alcalde pedani), i que del seu sòl desigual i fèrtil, regat per pous manantials, produïa anís, blat, ordi, ametlles, vi i oli.
En 1916 es va instal·lar un convent de les Carmelites d'Oriola, que encara està en funcionament, i exerceix, a més, d'alberg.

## Cultura
- Festes patronals: se celebren per finals de maig i principis de juny en honor de la Santa Trinitat.[2]